# 大丹航空
大丹航空（英語：Great Dane Airlines A/S），是丹麥一家以奥尔堡為基地的航空公司。

## 歷史
大丹航空成立於2018年，營運初時從斯托巴特航空租借兩架118座的巴西航空工業E195。大丹航空於2019年6月14日開始商業載客飛行，該包機從奥爾堡飛往罗得岛。而定期航班服務則在6月21日飛往都柏林。

## 機隊
截至2019年7月，大丹航空機隊如下：
| 機型        | 服役中 | 訂購中 | 載客量 | 備注 |
| ----------- | ------ | ------ | ------ | ---- |
| Embraer 195 | 2      | 0      | 118    | -    |
| 合共        | 2      | 0      |        |      |

## 外部連結
- 官網 （页面存档备份，存于）